# Front populaire des îles Canaries
Le Front populaire des îles Canaries ( espagnol : Frente Popular de las Islas Canarias espagnol : Frente Popular de las Islas Canarias Frente Popular de las Islas Canarias) ou FREPIC-AWAÑAK est un parti politique de gauche marginal cherchant à obtenir l'indépendance des îles Canaries par l'Espagne. 
FREPIC-AWAÑAK a été formé par la fusion des organisations politiques canariennes minoritaires tels que l'Organisation des communistes canariens (OCC) et le PRAIC (Parti Révolutionnaire Africain des Iles Canaries.

## Objectifs politiques
Le Front populaire des îles Canaries (FREPIC-AWAÑAK) se définit comme une «organisation populaire» dans la continuité du soutien du berbérisme par Antonio Cubillo.  Ses objectifs sont de: 
- Lutter contre les «erreurs» du parti autonomiste Unión del Pueblo Canario en «refusant ouvertement toute proposition autonomiste, même celles qui prétendent être un premier pas vers l'autodétermination et l'indépendance».
- Commencer un mouvement pour la création de la República Popular Canaria , une «République populaire des îles Canaries» indépendante, en y associant «les Canariens opposés à la domination coloniale et favorables à l'indépendance politique totale.»

## Histoire
Le PFCI (FREPIC-AWAÑAK) n’a jamais été en mesure d’obtenir une représentation politique effective et est resté un groupe minoritaire.  Ses meilleurs résultats électoraux ont été enregistrés en 1996 lors des élections au Sénat espagnol, où il n’a pas obtenu suffisamment de voies. À partir de ce moment, le FREPIC-AWAÑAK n’a plus participé à aucune élection.  Ses principes indépendantistes restent d'actualité, mais ce sont avant tout l'amitié marocaine et l'aide à la coopération qui priment, comme un moyen de démontrer que la pensée du golpe de fuerza (coup fort) est le meilleur moyen de susciter la peur contre l'Administration centrale et d'obtenir plus d'autonomie. 
Ses dernières politiques (de 2000 à aujourd'hui), y compris ses critiques sévères sur le Front Polisario et la position du gouvernement espagnol sur la question du Sahara occidental, ainsi que ses louanges envers le Royaume du Maroc,, suggèrent à beaucoup que le FREPIC se rapproche du gouvernement marocain et le Maroc financerait probablement le parti,.
Actuellement, le FREPIC-AWAÑAK ne fonctionne que sur l’île de Grande Canarie.  Son secrétaire général est Tomás Quintana.

## Voir également
- Nationalisme canarien
- MPAIAC